# HBO Max
HBO Max (в 2023-2025 — Max) — американский стриминговый сервис в формате «видео по запросу», принадлежащий Warner Bros. Discovery. Запуск сервиса состоялся 27 мая 2020 года под названием HBO Max.
Сервис построен на библиотеках Warner Bros, Discovery Channel, HBO, CNN, Cartoon Network, Adult Swim, Animal Planet, Eurosport и связанных с ними брендов. В конце первого квартала 2022 года HBO и HBO Max насчитывали 76,8 миллиона платных подписчиков по всему миру.
После слияния WarnerMedia и Discovery, Inc. в апреле 2022 года, в результате которого образовалась компания Warner Bros. Discovery, Max является одним из двух флагманских потоковых сервисов объединённой компании, второй — Discovery+ (который в основном фокусируется на фактических программах от брендов Discovery). WBD первоначально объявила о планах слияния HBO Max и Discovery+ в 2023 году, но в конечном итоге компания предпочла сохранить Discovery+. WBD продолжил сопутствующую модернизацию HBO Max, упростив название сервиса до Max и добавив больше контента брендов Discovery.
В июле 2025 года сервис вернул прежнее название HBO Max.

## История
В октябре 2018 года WarnerMedia объявила о том, что в конце 2019 года компания запустит собственный потоковый сервис. Первоначальный план сервиса предусматривал запуск в конце 2019 года. Главный исполнительный директор материнской компании WarnerMedia — AT&T, Рэндалл Стефенсон сообщил в середине мая 2019 года, что сервис будет использовать бренд HBO и будет привязан к кабельному телевидению, поскольку абоненты кабельного оператора HBO имеют доступ к услугам потокового видео. Ожидалось, что бета-тестирование начнётся в четвёртом квартале 2019 года с полным запуском в первом квартале 2020 года.
В мае 2019 компания Otter Media была передана в WarnerMedia Entertainment от материнской Warner Bros, чтобы взять на себя контроль над потоковым сервисом в лице Брэда Бентли, исполнительного вице-президента и генерального директора по развитию потребительского направления, оставившего должности через шесть месяцев. Энди Форсселл сменил должность главного операционного директора Otter Media на должности Бентли — исполнительного вице-президента и генерального директора, но продолжает отчитываться главному исполнительному директору Otter Media Тони Гонсалвес, который руководит развитием сервиса.
Кейси Блус, программный президент HBO, также руководит программированием HBO Max, а Кевин Рейли, президент WarnerMedia Entertainment Networks, также является главным директором отдела контента HBO Max и осуществляет надзор за новыми оригинальными сериалами и содержанием контента библиотеки.
9 июля 2019 года компания WarnerMedia объявила о том, что их потоковый сервис будет называться HBO Max и будет запущен весной 2020 года. В то время также было объявлено, что сервис будет запущен с имеющимся сериалом «Друзья» права на трансляцию которого заберут в Netflix, а с компаниями Риз Уизерспун — Hello Sunshine и Грега Берланти — Berlanti Productions подписаны соглашения на производство контента для сервиса.

## Контент
В конце 2020 года из-за пандемии COVID-19 компания WarnerMedia предоставила для просмотра первые крупные фильмы, изначально предназначенные для широкого кинопроката: «Ведьмы» с 22 октября, а «Чудо-женщина 1984» с 25 декабря (хотя, последний был доступен на сервисе только в течение месяца). В декабре 2020 года компания объявила, что вся линейка фильмов Warner Bros. будет выходить на сервисе одновременно с премьерой в кинотеатрах и первым таким фильмом стал «Дьявол в деталях», который вышел в прокат 29 января.
Оригинальный контент, произведённый под брендом Max Originals, будет включать в себя сериалы, фильмы и спецвыпуски. Оригинальный эпизодический контент выходит еженедельно, избегая формата, ставшего популярным у Netflix, когда все эпизоды выходят разом. 5 февраля 2020 года компания Warner Bros. объявила, что она сформирует новый лейбл, Warner Max, который будет ежегодно выпускать от 8 до 10 фильмов со средним бюджетом для HBO Max.
- 3 сентября 2020 года на HBO Max вышел сериал «Воспитанные волками».
- 18 марта 2021 года на HBO Max вышел фильм «Лига справедливости Зака Снайдера».
- 15 января 2022 года на HBO Max вышел сериал «Миротворец».
- 15 января 2023 года на HBO Max вышел сериал «Одни из нас».